# SIG Group

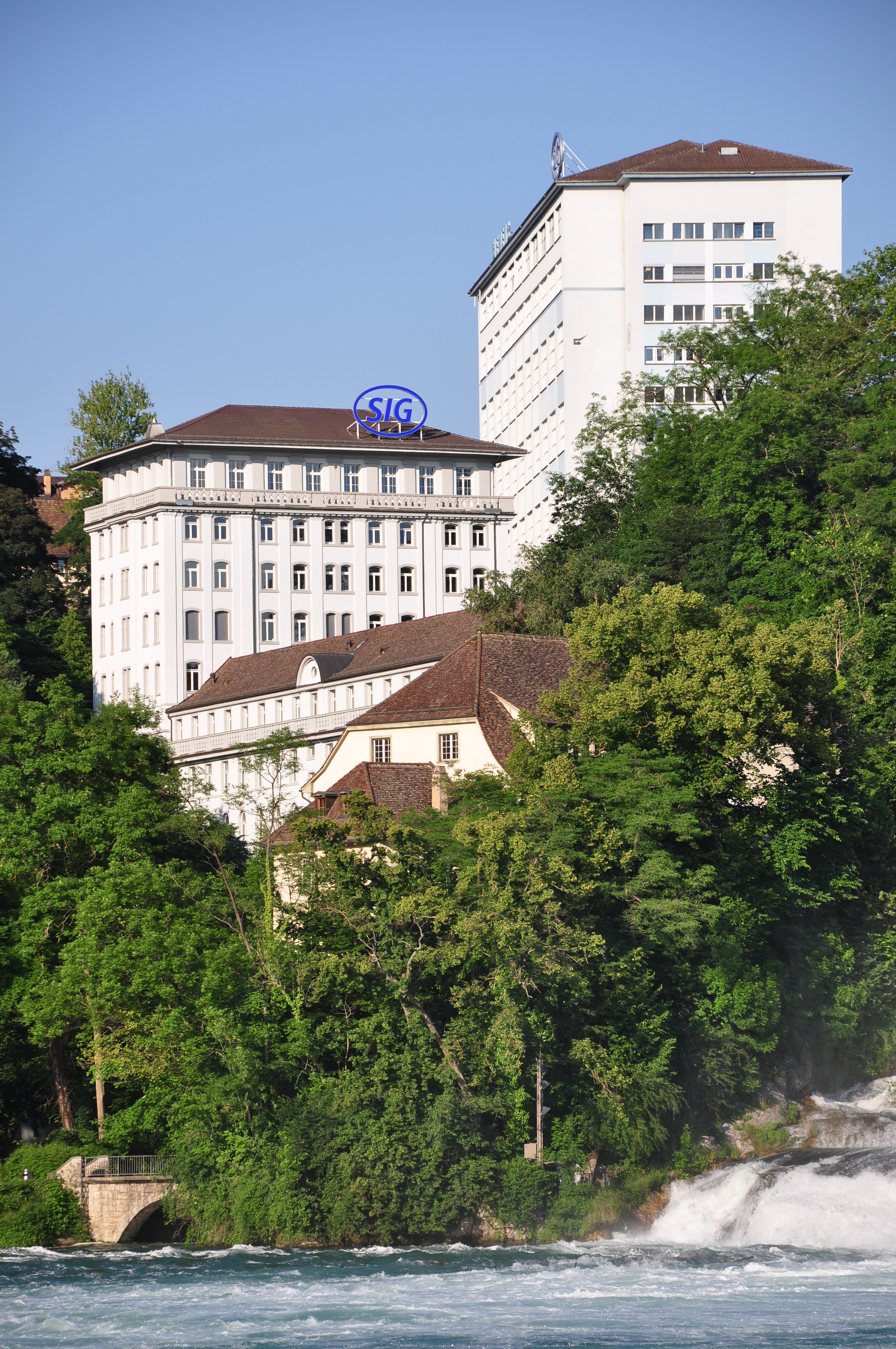
SIG in Neuhausen am Rheinfall

Die SIG Group AG (ursprünglich Schweizerische Industrie-Gesellschaft) aus Neuhausen am Rheinfall ist weltweit eines der wichtigsten Unternehmen der Verpackungsindustrie. Es stellt sowohl Verpackungen wie auch Abfüllanlagen für die Getränke- und Nahrungsmittelindustrie her und wartet diese in mehr als 60 Ländern. Die SIG Group gehört zu den 500 grössten Unternehmen der Schweiz. Die Aktien sind an der SIX Swiss Exchange kotiert und gehören zum SMI MID Index.

## Geschichte

### Verpackungstechnik

#### 1906 bis 1950
1906 begann SIG mit der Fertigung von Verpackungsanlagen für die Nahrungsmittelindustrie, zu Beginn Schokolade und Suppenwürfel, dann auch Gebäck und Butter. Ab 1944 wurden die ersten Maschinen im Non-Food-Bereich hergestellt. Im gleichen Jahr entstand der Geschäftsbereich SIG Pack.

#### 1950 bis 2000
Ab 1957 wurden mit horizontalen Schlauchbeutelmaschinen neue Wege beschritten. 1961 kamen Vakuumpaketieranlagen für gemahlenen Kaffee hinzu. 1989 erfolgte mit dem Zukauf der PKL Pack- und Klebstoffwerke Linnich der Einstieg in die Verpackung von flüssigen Lebensmitteln. Dieses Unternehmen und sein Vorläufer, die Jagenberg-Werke, wurde 1929 durch die flüssigkeitsdichte Faltschachtel «Perga» bekannt und entwickelte 1975 mit «combibloc aseptic» ein Verpackungssystem zur keimfreien Abfüllung von haltbaren Lebensmitteln.

#### 2000 bis heute
Im Jahr 2000 entschied die seit ihrer Gründung stark diversifizierte SIG, sich auf Verpackungstechnologie zu konzentrieren, unter anderem mit der Übernahme von Hamba, Simonazzi (Abfüllmaschinen für PET-Flaschen) und Krupp Plastics. Wegen des fremdfinanzierten Aufbaus des Plastics-Bereiches (vorwiegend PET), nahm die Verschuldung des Unternehmens 2001 um mehr als 200 Mio. Fr. zu.
2002 wurde der kanadische Formenbauer für Plastikspritzguss (PET-Getränkeflaschen) Ryka Blow Molds in SIG Beverages integriert. Im selben Jahr hatte SIG etwa 2 % des Weltmarktanteils für Verpackungsmaschinen von Trockenprodukten. 2003 hatte SIG einen Umsatz von 1,9 Mrd. Euro. 2004 übernahm Bosch Packaging Technology den Unternehmensbereich SIG Pack (Verpackungsmaschinen für Trockengüter) mit Pharma, Süsswaren sowie Nahrung. Dieser hatte zu diesem Zeitpunkt mit rund 1'500 Angestellten und einem Verkaufserlös von rund 230 Mio. Euro 20 % des Umsatzes der SIG ausgemacht. Simonazzi und SIG Alfa (Etikettierautomaten) gingen an Tetra Laval. 2008 folgte der Verkauf des Geschäftsbereiches SIG Beverages (Abfüllanlagen für PET-Flaschen) mit 480 Mitarbeitern und 150 Mio. Euro Umsatz an die Salzgitter AG. Innert fünf Jahren hatte sich damit die Anzahl Beschäftigte der SIG von rund 9'000 auf 4'000 reduziert.
Von 2007 bis 2015 gehörte die SIG zur neuseeländischen Rank Group Holdings Ltd. des Milliardärs Graeme Hart. Am 2. November 2007 wurden die Aktien des damals noch als SIG Holding AG firmierenden Unternehmens von der Schweizer Börse Swiss Exchange zurückgezogen und das Unternehmen im April 2009 in SIG Combibloc Group AG umbenannt. 2014 wurde SIG Combibloc vom kanadischen Private-Equity-Unternehmen Onex Corporation gekauft. 2018 brachte Onex einen Teil der Anteile zurück an die Börse, hielt aber vorerst weiterhin mehr als 50 %. Mittlerweile sind die Aktien aber wieder breit gestreut. Der grösste Aktionär besitzt weniger als 10 % der Anteile.
2021 produzierte SIG 48 Milliarden Packungen. Im April 2022 wurde das Unternehmen von SIG Combibloc Group AG in SIG Group AG umbenannt. Der Umsatz nahm in diesem Jahr vor allem durch die Übernahmen des 1945 gegründeten amerikanischen Unternehmens Scholle IPN und des Asiengeschäftes des US-Konkurrenten Evergreen um 35 % zu. Scholle IPN ist nach Unternehmensangaben der Erfinder und grösste Anbieter von Bag-in-Box-Verpackungen für Kaffee, Apfelsaft, Soda-Getränkekonzentrate oder Wein für die Gastronomie. Ausserdem ist Scholle IPN auf Standbeutel- und Quetschbeutel-Verpackungen spezialisiert, die als Kinderportionen, für Sportlernahrung und in Drittweltländern am meisten Anwendung finden. Über Evergreen mit ihren Produktionsstätten in der Volksrepublik China, Taiwan und Südkorea stieg SIG in den Verpackungsmarkt für Frischprodukte ein, speziell Frischmilch.

### Automation
Zwischen 1988 und 2000 war die SIG Eigentümer des deutschen Unternehmens Berger Lahr, das Systeme zum Positionieren und Automatisieren entwickelt. Während dieser Zeit wurden die Produkte dieses Unternehmensbereichs unter der Bezeichnung SIG positec vermarktet. 2000 wurde dieser Bereich an Schneider Electric weiterverkauft. Damit verblieben bei SIG noch die drei Divisionen SIG Pack, SIG Plastic und SIG Combibloc.

### Schienenfahrzeuge
Am 17. Januar 1853 wurde die SIG von Friedrich Peyer im Hof, Johann Conrad Neher und Heinrich Moser als Schweizerische Waggon-Fabrik in Neuhausen am Rheinfall gegründet und startete mit 150 Beschäftigten. Zu diesem Zeitpunkt umfasste das Schweizer Eisenbahnnetz erst 23 Kilometer.

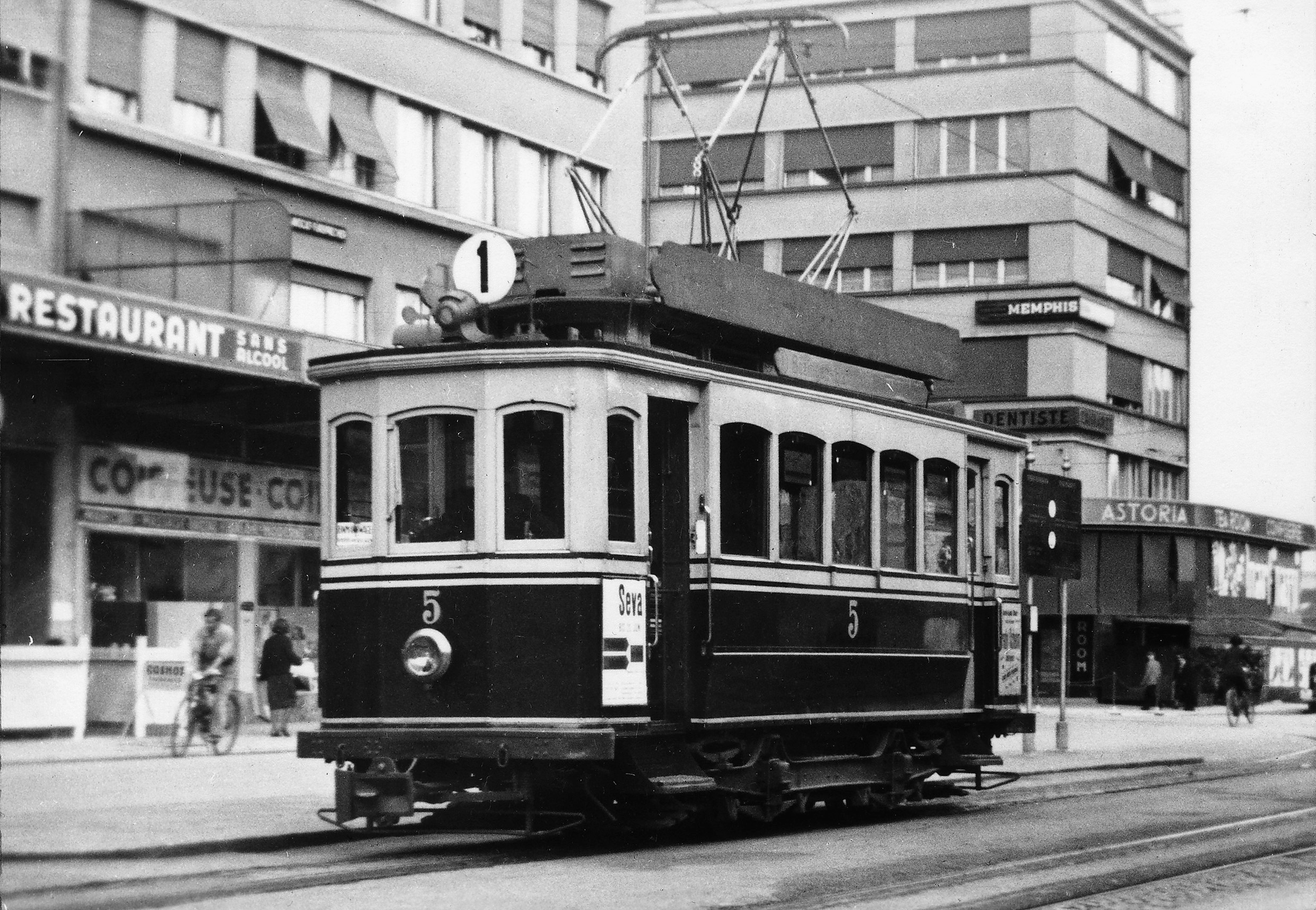
SIG-Tram Ce 2/2 1939 in Biel/Bienne

Dieser Geschäftsbereich war somit der erste des Unternehmens. Die Wasserkraft des Rheinfalls diente dem Unternehmen von Beginn an als wichtige und im Vergleich zu Dampfmaschinen günstigere und umweltfreundlichere Energiequelle. 1855 wurden an der Weltausstellung in Paris SIG-Waggons ausgezeichnet. In den 1930er-Jahren wurde ein Drehgestell mit Torsionsstabfederung entwickelt. Zu den bekanntesten späteren Produktionen gehörte der Vierstrom-TEE-Zug.
Neben Eisenbahnfahrzeugen wurden auch Bergbahnen, Seilbahnkabinen oder Tramwagen hergestellt, so beispielsweise zahlreiche Anhänger nach dem Baumuster des Schweizer Standardwagens. Bis 1969 wurden 25'000 Schienenfahrzeuge hergestellt.

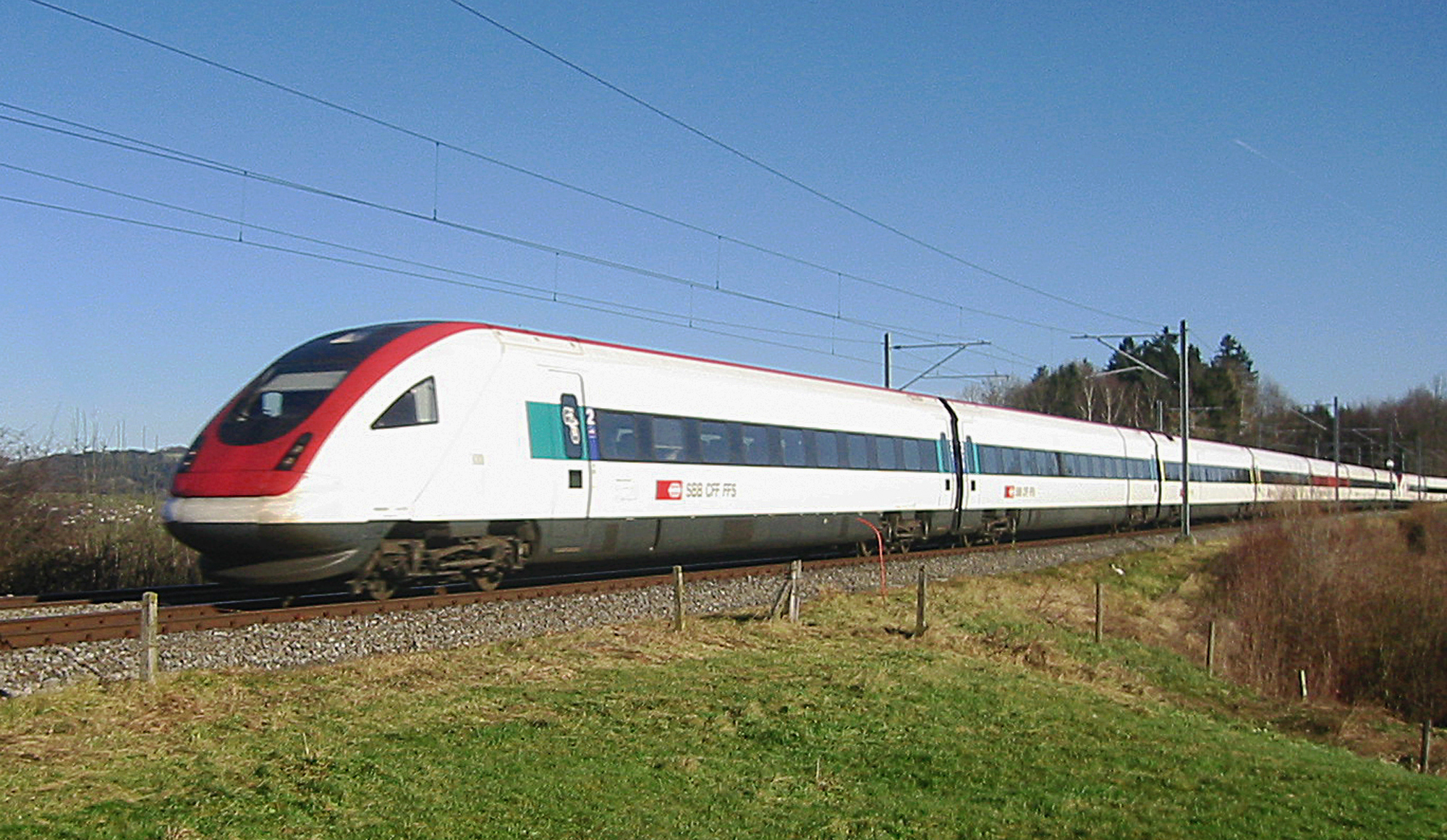
RABDe 500 (ICN)

Ab circa 1981 konzentrierte sich SIG in Absprache mit dem Schindler-Konzern (SWP, SWS) und der FFA auf die Herstellung von Drehgestellen. SIG-Drehgestelle sind in vielen Ländern zu finden. In den 1990er-Jahren entwickelte SIG die elektrische Neigetechnik des SBB RABDe 500 in Konkurrenz zur hydraulischen Neigetechnik von Fiat Ferroviaria.
Die Schienenfahrzeugsparte wurde Anfang 90er-Jahre in das Joint Venture Fiat-SIG eingebracht. 2000 kam sie zusammen mit der ganzen Fiat Ferroviaria zu Alstom. Ab 2005 fokussierte sich das von Alstom übernommene Werk Neuhausen nur noch auf das Servicegeschäft.

### Strassenfahrzeuge
1919 oder 1921 wurden die ersten Schritte zum Einstieg in die Automobilproduktion gemacht. Martin Fischer, der zuvor für die Turicum AG tätig gewesen war, entwickelte das erste Modell und verkaufte den Entwurf an SIG. Es war ein Cyclecar. Ein V2-Motor von MAG war vorne im Fahrzeug montiert. 82 mm Bohrung und 103 mm Kolbenhub ergaben 1088 cm³ Hubraum. Der Radstand betrug 345 cm und die Spurweite 110 cm. Die Karosserie bestand aus Aluminium und bot zwei Personen hintereinander Platz. Von diesem Modell entstanden nur wenige Exemplare.
Die elektrisch angetriebenen Handwagen der SIG waren bei der PTT in grossen Stückzahlen im Einsatz. Es wurden aber auch Baumaschinen wie der Raupentraktor «Uranus» hergestellt. SIG war im Lastwagenbau involviert, dazu wurden so unterschiedliche Produkte wie Segelflugzeuge, Flugzeugteile, Mobilkranwagen, Bugstrahl-Schrauben für Schiffe, Druckmaschinen, Kläranlagen, Gleisbaumaschinen, Luftseilbahn-Gondeln, Billettautomaten, Leiterwagen und Veloanhänger entwickelt und vertrieben.
1928 kam es zur Zusammenarbeit mit Martini. Zwischen 1933 und 1953 entstanden strassenzugelassene Nutzfahrzeuge mit Elektromotor. Der Automobilbau der SIG endete 1955.

### Waffen

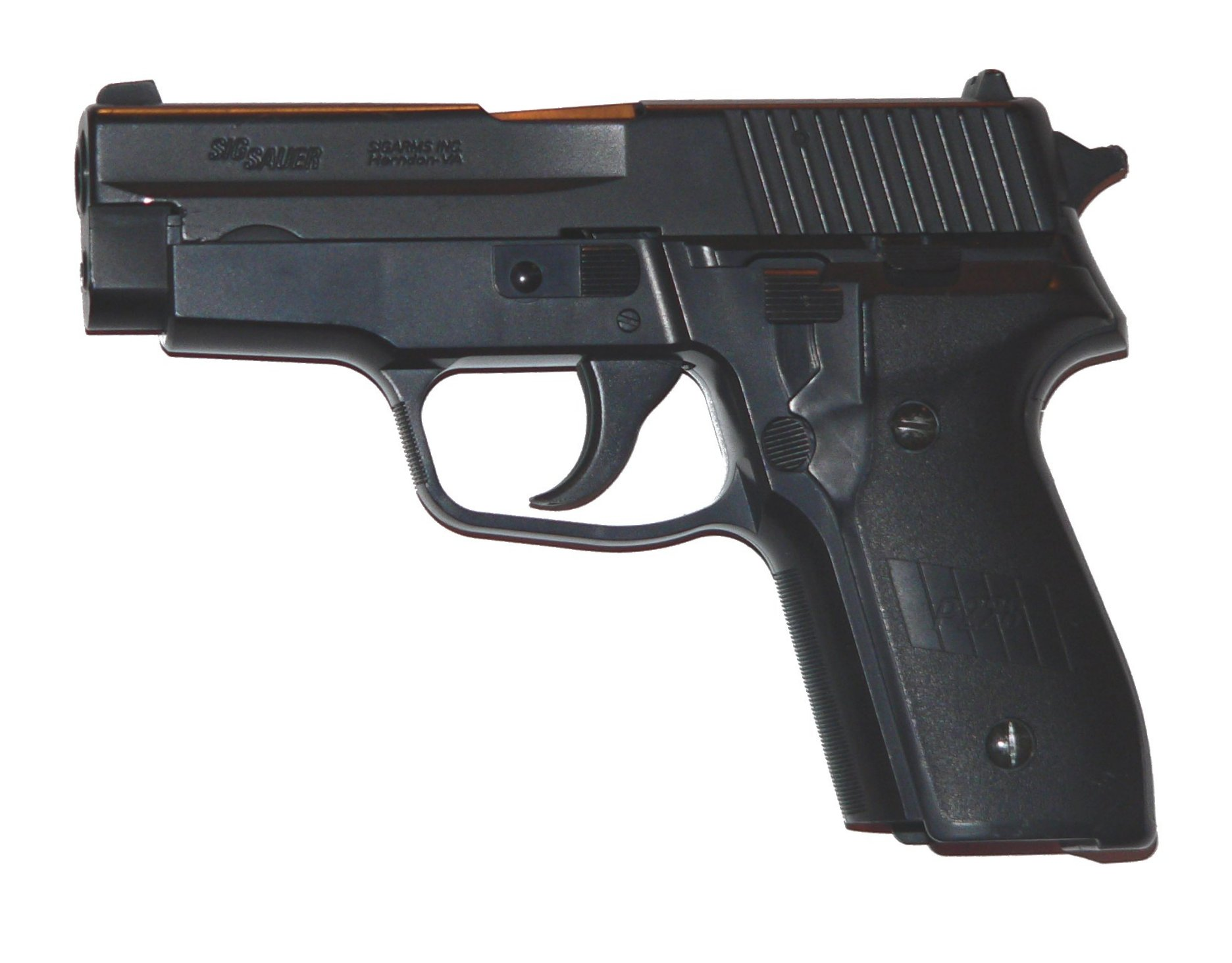
SIG-P228

Ab 1860 fertigte die SIG Waffen. Man nutzte dabei die im Waggonbau erworbenen Kenntnisse der Metallverarbeitung. Die Neubewaffnung der Schweizer Armee mit dem Vetterligewehr als Ordonanzwaffe war 1868 der Durchbruch dieses Geschäftsbereiches.  Bekanntheit erlangten vor allem die Pistolen SIG P210 und SIG P220  sowie die Sturmgewehre 57 und 90 der Schweizer Armee.
Von 1970 bis 2000 war die SIG Eigentümer der Hämmerli AG (Sportwaffen), des deutschen Waffenherstellers J. P. Sauer & Sohn und der Blaser Jagdwaffen GmbH. Dieser Unternehmensbereich wurde im Jahr 2000 als S.J.S.W. Schweizer Jagd- und Sportwaffen AG (seit Oktober 2000 SAN Swiss Arms AG, seit 2019 SIG SAUER AG) abgespalten und an die L & O Holding (Lüke und Ortmeier) verkauft.

### Hydraulik, Bau- und Bergbautechnik
Ursprünglich als Nebenprodukt und Weiterentwicklung anderer Geschäftsbereiche entstand eine Maschinenfabrik für Kurvenfräs- und Tieflochbohrmaschinen sowie für die Herstellung von Pressluftwerkzeugen und Hydraulikpumpen. Der Druckluftbohrer war 1861 ein erstes fortschrittliches Produkt. Jahrzehnte später kamen der Lafetten-Bohrhammer und die Schnellschlag-Bohrmaschine auf den Markt. Daraus entstand der Bau- und Bergbau-Produktbereich («SIG Rocktools»), der im Jahr 2002 verkauft wurde.

## Geschäftsbereiche und Standorte

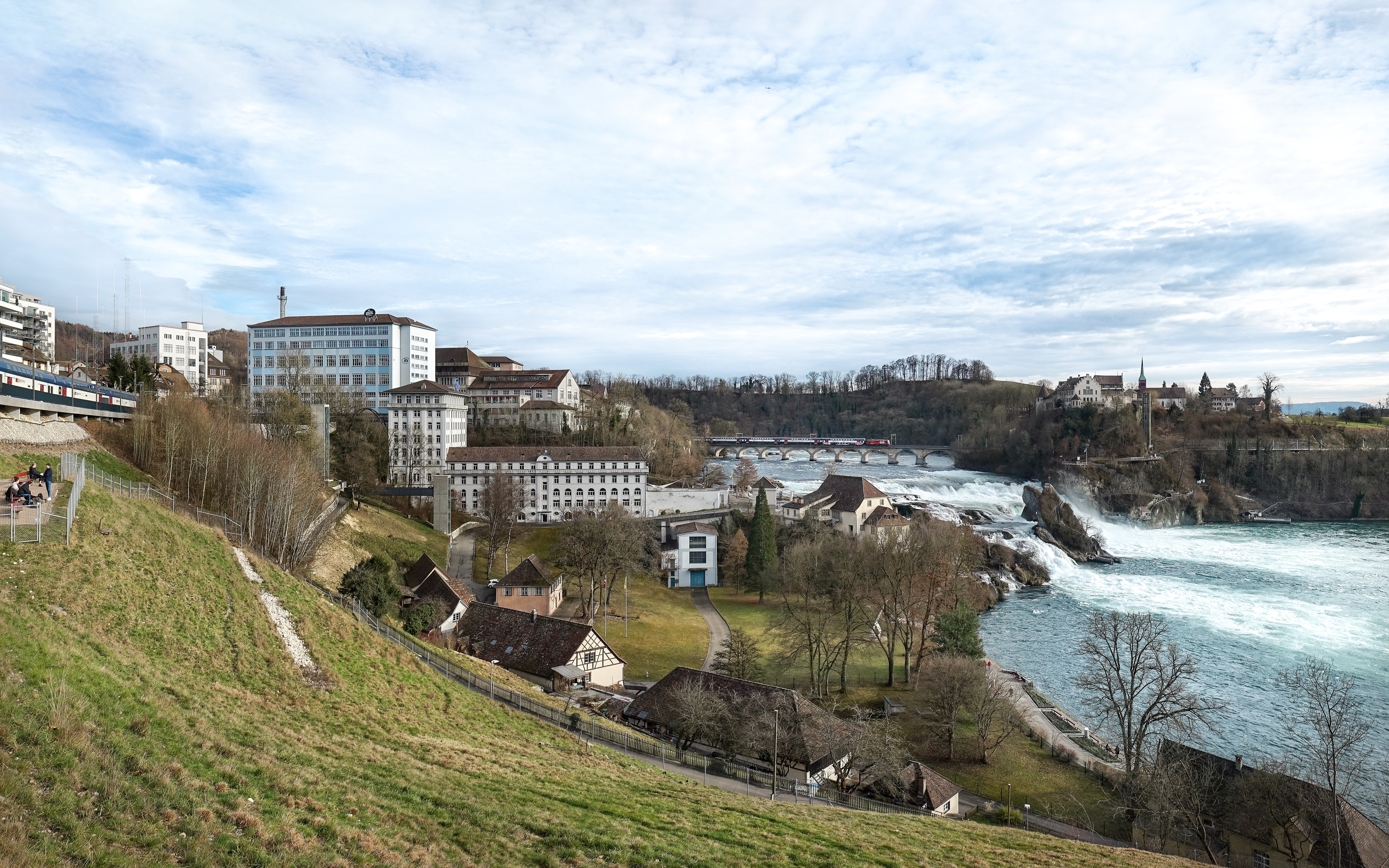
SIG-Areal am Rheinfall

SIG stellt aseptische Kartonpackungen, Bag-in-Box Verpackungen und Standbeutel mit Verschlüssen für Nahrungsmittel her. Ausserdem produziert, betreibt und wartet sie Verpackungsmaschinen. Im Jahr 2018 wurden von rund 1'150 von SIG bei Kunden installierten Füllmaschinen in über 60 Ländern 35 Milliarden Kartonverpackungen abgefüllt. 550 SIG-Service-Ingenieure betreuten die Maschinen an den jeweiligen Standorten.
Dank dem aseptischen Verpackungsverfahren bleiben Geschmack, Aussehen und Nährwerteigenschaften von Getränken und flüssigen Lebensmitteln bis zu zwölf Monate ohne Kühlung oder den Einsatz von Konservierungsstoffen erhalten. Für das weltweit erste Vollbarriere-Packungsmaterial ohne Aluminiumschicht für aseptische Kartonpackungen wurde SIG mit dem Sustainability Award 2023 von Packaging Europe ausgezeichnet.
Die SIG Group hat 90 Tochtergesellschaften in 41 Ländern in Europa, Asien, Ozeanien, Mittlerer Osten, Afrika, Nord-, Süd- und Mittelamerika. Die wichtigsten Produktionsstätten befinden sich in Neuhausen am Rheinfall, Saalfelden, Linnich, Wittenberg, Alsdorf, Eisfeld, Tilburg, Barcelona, Shanghai, Suzhou, Palghar, Pune, Ahsan, Hsinchu, Rayong, Edinburgh North, Riyadh, Northlake, Peachtree City, Querétaro, Campo Largo, Vinhedo und Santiago.
Das direkt am Rheinfall gelegene SIG-Areal wurde 2011 an die SIG Gemeinnützige Stiftung übertragen. Auf diesem befinden sich neben Umnutzungen (Wohnen, Gewerbe, Retail, Gastronomie) weiterhin der Hauptsitz des Unternehmens und eine Produktionsstätte mit 200 Mitarbeitenden.
Die SIG-Stiftung ist in Projekten aktiv, die auf Zivilgesellschaft und Umwelt ausgerichtet sind. Die wichtigsten Initiativen sind «Cartons for Good» und «Recycle for Good». «Cartons for Good» will überschüssige Lebensmittel vor der Verschwendung bewahren, den Lebensunterhalt von Landwirten sichern und bedürftige Menschen ernähren. Die Initiative wurde als Pilotprojekt in Bangladesch gestartet. Der Gewinn des Projektwettbewerbs der Save Food Initiative (mit Beteiligung der Ernährungs- und Landwirtschaftsorganisation der Vereinten Nationen) im Jahr 2023 ermöglichte eine lokale Studie in Ägypten. «Recycle for Good» konzentriert sich darauf, die Öffentlichkeit zu ermutigen, ihre wiederverwertbaren Abfälle an einer Sammelstelle abzugeben und die Kreislaufwirtschaft zu praktizieren. Das im März 2023 gestartete Programm in Indonesien hat innerhalb eines Jahres mehr als 150 Sammelstellen im Grossraum Jakarta eingerichtet.